# Rat Race EP
Albums de Enter Shikari
Live in London. W6. March 2012
(2012) Live in the Barrowland
(2013)
Rat Race EP est le quatrième EP du groupe anglais de post-hardcore Enter Shikari, publié en 2013 et auto-produit.

## Liste des chansons
Toute la musique est composée par Enter Shikari.
| No | Titre                                | Durée |
| -- | ------------------------------------ | ----- |
| 1. | The Paddington Frisk                 | 1:24  |
| 2. | Radiate                              | 4:33  |
| 3. | Rat Race                             | 3:18  |
| 4. | Radiate (Shikari Sound System Remix) | 3:50  |